# هانس مولر (مخرج)
هانس مولر (بالألمانية: Hans Müller)‏ هو مخرج ألماني، ولد في 19 أبريل 1909 في لودنشايد في ألمانيا، وتوفي بنفس المكان في 17 فبراير 1977.

## وصلات خارجية
- هانس مولر على موقع IMDb (الإنجليزية)
- هانس مولر على موقع أول موفي (الإنجليزية)
- هانس مولر على موقع قاعدة بيانات الأفلام السويدية (السويدية)
- هانس مولر على موقع قاعدة بيانات الفيلم (الإنجليزية)
- هانس مولر على موقع كينوبويسك (الروسية)